# Мјучуал (Оклахома)
Мјучуал (енгл. Mutual) град је у америчкој савезној држави Оклахома.

## Демографија
По попису из 2010. године број становника је 61, што је 15 (-19,7%) становника мање него 2000. године.
| Група             | 2000.      | 2010.      |
| Белци             | 57 (75,0%) | 50 (82,0%) |
| Афроамериканци    | 0 (0,0%)   | 0 (0,0%)   |
| Азијати           | 3 (3,9%)   | 0 (0,0%)   |
| Хиспаноамериканци | 4 (5,3%)   | 5 (8,2%)   |
| Укупно            | 76         | 61         |